# IHF-Pokal der Frauen 1991/92
Der IHF-Pokal 1991/92 war die elfte Austragung dieses Handball-Wettbewerbes, der zum zweiten Mal von dem deutschen Club SC Leipzig gewonnen wurde.

## 1. Runde
|                          | Gesamt |                        | Hinspiel | Rückspiel |
| ------------------------ | ------ | ---------------------- | -------- | --------- |
| Vestel SK Manisa         | 40:46  | Volan 80 Sofia         | 23:19    | 17:27     |
| Kronohagens If Kiffen    | 35:58  | Skånela IF             | 18:33    | 17:25     |
| GNC Aris Nikeas          | 22:54  | BHG SE Budapest        | 12:24    | 10:30     |
| TV Uster                 | 45:35  | Union Hollabrunn       | 29:15    | 16:20     |
| AT Constructora Estellés | 63:9   | HC Standard Luxembourg | 38:5     | 25:4      |
| Sport Lisboa e Benfica   | 33:47  | CSL Dijon              | 17:21    | 16:26     |
| SEW Zwaag                | 38:16  | Opel Sasja Antwerpen   | 19:8     | 19:8      |
| Lunner Idrettslag Gran   | 43:35  | Víkingur Reykjavík     | 24:18    | 19:17     |
| Kefalovrysos Kythreas    | 15:94  | TJ Tempo Partizánske   | 5:49     | 10:45     |

## Achtelfinale
|                          | Gesamt         |                        | Hinspiel | Rückspiel |
| ------------------------ | -------------- | ---------------------- | -------- | --------- |
| SC Leipzig               | 56:46          | ŽRK Voždovac Beograd   | 33:21    | 23:25     |
| Skånela IF               | 49:49/ 4:5 pen | Volan 80 Sofia         | 30:19    | 19:30     |
| Kuban Krasnodar          | 29:22          | AKS Chorzów            | 29:22    |           |
| BHG SE Budapest          | 40:44          | Lunner Idrettslag Gran | 23:19    | 17:25     |
| Viborg HK                | 61:43          | GS AC Ferrera          | 34:22    | 27:21     |
| AT Constructora Estellés | 38:40          | Textila Zalău          | 24:21    | 14:19     |
| CSL Dijon                | 40:23          | TV Uster               | 16:8     | 24:15     |
| TJ Tempo Partizánske     | 42:31          | SEW Zwaag              | 22:14    | 20:17     |

## Viertelfinale
|                 | Gesamt |                        | Hinspiel | Rückspiel |
| --------------- | ------ | ---------------------- | -------- | --------- |
| Volan Sofia     | 43:43  | SC Leipzig             | 28:25    | 15:18     |
| Kuban Krasnodar | 37:37  | Lunner Idrettslag Gran | 22:15    | 15:22     |
| Viborg HK       | 43:59  | Textila Zalău          | 23:27    | 20:32     |
| CSL Dijon       | 34:43  | TJ Tempo Partizánske   | 16:16    | 18:27     |

## Halbfinale
|               | Gesamt |                      | Hinspiel | Rückspiel |
| ------------- | ------ | -------------------- | -------- | --------- |
| SC Leipzig    | 50:44  | Kuban Krasnodar      | 28:24    | 22:20     |
| Textila Zalău | 35:37  | TJ Tempo Partizánske | 22:20    | 13:17     |

## Finale
|                      | Gesamt |            | Hinspiel | Rückspiel |
| -------------------- | ------ | ---------- | -------- | --------- |
| TJ Tempo Partizánske | 37:52  | SC Leipzig | 19:24    | 18:28     |